# Ermenonville-la-Petite
Ermenonville-la-Petite és un municipi francès, situat al departament de l'Eure i Loir i a la regió de Centre – Vall del Loira. L'any 2007 tenia 183 habitants.

## Demografia

### Població
El 2007 la població de fet d'Ermenonville-la-Petite era de 183 persones. Hi havia 68 famílies, de les quals 16 eren unipersonals (4 homes vivint sols i 12 dones vivint soles), 28 parelles sense fills i 24 parelles amb fills.
La població ha evolucionat segons el següent gràfic:
Habitants censats

### Habitatges
El 2007 hi havia 85 habitatges, 73 eren l'habitatge principal de la família, 8 eren segones residències i 4 estaven desocupats. Tots els 84 habitatges eren cases. Dels 73 habitatges principals, 66 estaven ocupats pels seus propietaris, 6 estaven llogats i ocupats pels llogaters i 1 estava cedit a títol gratuït; 1 tenia una cambra, 7 en tenien dues, 18 en tenien tres, 19 en tenien quatre i 28 en tenien cinc o més. 64 habitatges disposaven pel capbaix d'una plaça de pàrquing. A 25 habitatges hi havia un automòbil i a 40 n'hi havia dos o més.

### Piràmide de població
La piràmide de població per edats i sexe el 2009 era:
| Homes | Edats   | Dones |
| ----- | ------- | ----- |
| 0     | 95 o +  | 0     |
| 0     | 90 a 94 | 0     |
| 0     | 85 a 89 | 8     |
| 0     | 80 a 84 | 0     |
| 4     | 75 a 79 | 8     |
| 4     | 70 a 74 | 4     |
| 0     | 65 a 69 | 4     |
| 4     | 60 a 64 | 4     |
| 4     | 55 a 59 | 0     |
| 0     | 50 a 54 | 4     |
| 12    | 45 a 49 | 8     |
| 12    | 40 a 44 | 4     |
| 0     | 35 a 39 | 8     |
| 16    | 30 a 34 | 8     |
| 4     | 25 a 29 | 0     |
| 4     | 20 a 24 | 8     |
| 8     | 15 a 19 | 8     |
| 0     | 10 a 14 | 8     |
| 16    | 5 a 9   | 0     |
| 0     | 0 a 4   | 4     |

## Economia
El 2007 la població en edat de treballar era de 114 persones, 91 eren actives i 23 eren inactives. De les 91 persones actives 88 estaven ocupades (49 homes i 39 dones) i 3 estaven aturades (2 homes i 1 dona). De les 23 persones inactives 6 estaven jubilades, 8 estaven estudiant i 9 estaven classificades com a «altres inactius».

### Ingressos
El 2009 a Ermenonville-la-Petite hi havia 75 unitats fiscals que integraven 192 persones, la mediana anual d'ingressos fiscals per persona era de 20.175 €.

### Activitats econòmiques
Dels 6 establiments que hi havia el 2007, 1 era d'una empresa extractiva, 1 d'una empresa de fabricació d'altres productes industrials, 1 d'una empresa de construcció, 2 d'empreses de comerç i reparació d'automòbils i 1 d'una empresa financera.
L'únic servei als particulars que hi havia el 2009 era un paleta.
L'any 2000 a Ermenonville-la-Petite hi havia 5 explotacions agrícoles.

## Poblacions més properes
El següent diagrama mostra les poblacions més properes.